# جين سي يون
جين سي يون (الكورية: 김윤정) هي ممثلة كورية جنوبية. ولدت في 15 فبراير 1994 في سول، كوريا الجنوبية. صعدت إلى الشهرة كبطلة في الدراما التلفزيونية في مسلسل ابنتي الزهرة (2014).

## فيلموغرافيا

### فيلم
| عام  | عنوان             | دور          | المرجع. |
| ---- | ----------------- | ------------ | ------- |
| 2011 | الأبيض: لحن الموت | جيني         | [ 2 ]   |
| 2014 | لغة الحب          | في ها        | [ 3 ]   |
| 2015 | أعداء في القانون  | بارك يونغ هي | [ 4 ]   |
| 2016 | عملية الكروميت    | هان تشاي سون | [ 5 ]   |

### مسلسلات تلفزيونية
| سنة  | عنوان                             | دور                         | قناة البث      | المرجع. |
| ---- | --------------------------------- | --------------------------- | -------------- | ------- |
| 2010 | لا بأس يا فتاة أبي                | جونغ سي يون                 | اس بي اس       | [ 6 ]   |
| 2011 | بنات الدراما الخاصة بنادي بيليتيس | كيم جو يون                  | كي بي إس 2     | [ 7 ]   |
| 2011 | الثنائي                           | يونغ دونغ نيو               | ام بي سي       | [ 8 ]   |
| 2011 | ابنتي الزهرة                      | يانغ ككوت نيم               | اس بي اس       | [ 9 ]   |
| 2012 | قناع العروس                       | أوه موك دان / إستر / بون يي | كي بي إس 2     | [ 10 ]  |
| 2012 | خمسة أصابع                        | هونغ دا مي                  | اس بي اس       | [ 11 ]  |
| 2014 | جيل مُلهم                          | يون أوك ريون                | كي بي إس 2     | [ 12 ]  |
| 2014 | دكتور غريب                        | سونغ جاي هي / هان سيونغ هي  | اس بي اس       | [ 13 ]  |
| 2015 | سحق متطور                         | يو يي ريونغ                 | نافير تي في    | [ 14 ]  |
| 2016 | الزهرة في السجن                   | حسناً-نيو / لي سيو وون       | ام بي سي       | [ 15 ]  |
| 2018 | الأمير الكبير                     | سونغ جا هيون                | تلفزيون تشوسون | [ 16 ]  |
| 2019 | العنصر                            | شين سو يونغ                 | ام بي سي       | [ 17 ]  |
| 2019 | الملكة: الحب والحرب               | كانغ أون جي / كانغ أون بو   | تلفزيون تشوسون | [ 18 ]  |
| 2020 | ولد مجددا                         | جونغ ها أون / جونغ سا بين   | كي بي إس 2     | [ 19 ]  |
| 2024 | ممحاة الذاكرة السيئة              | كيونغ جو يون                |                | [ 20 ]  |

## روابط خارجية
- جين سي يون على موقع IMDb (الإنجليزية)
- جين سي يون على موقع روتن توميتوز (الإنجليزية)
- جين سي يون على موقع ألو سيني (الفرنسية)
- جين سي يون على موقع أول موفي (الإنجليزية)
- جين سي يون على موقع قاعدة بيانات الفيلم (الإنجليزية)
- جين سي يون على موقع كينوبويسك (الروسية)